# José Pedro Cea
José Pedro Cea   (Montevideo, 1 de setembre de 1900 - Montevideo, 18 de setembre de 1970) fou un futbolista i entrenador de futbol uruguaià.
Nascut a Montevideo, tot i que fou conegut amb el sobrenom de "el basc", Cea emigrà a l'Uruguai de jove. Pel que fa a clubs, començà la seva trajectòria al Club Atlético Lito, i després d'una breu estança al Bella Vista ingressà al Nacional de Montevideo on guanyà dos campionats del país (1933 i 1934).
Fou el màxim golejador de la selecció uruguaiana a la Copa del Món d'Uruguai 1930 amb 5 gols, entre ells el que significà l'empat a la final enfront Argentina. A més, fou dos cops campió olímpic (a París 1924 i Amsterdam 1928), guanyà dues Copes Amèrica (1923 i 1924), tres copes Lipton (1924, 1927 i 1929) i dues copes Newton (1929 i 1930).
Fou entrenador de la selecció de futbol de l'Uruguai campiona de la Copa Amèrica l'any 1942.